# Tiotusen röda rosor
Tiotusen röda rosor är en sång skriven av Thore Skogman. I inspelning av Jan Höiland, släppt på singel 1967 (Polydor NH59747)  , var sången en hit som låg på Svensktoppen i sex veckor under perioden 17 mars 1968-21 april 1968, och var bland annat etta.  
Sången har även spelats in av dansband som Curt Haagers (1983 på albumet Guld och gröna skogar).  och Vikingarna (1988, som B-sida till singeln Tredje gången gillt)  (och Kramgoa låtar 16, hösten samma år) 
1995 spelade hårdrocksgruppen Black Ingvars in sången på albumet "Earcandy Six" i hårdrockstappning. 
I Dansbandskampen 2008 framfördes låten av Kindbergs. Dock inte live i SVT:s sändningar då man slogs ut redan före momentet "Dansbandsklassikern". Däremot fanns versionen på Aftonbladets officiella samlingsalbum Dansafton i februari 2009, med musik från Dansbandskampen 2008.
Anne-Lie Rydé tolkade låten 2010 på dansbandstributalbumet Dans på rosor. 
Sångens första rad är nästan identisk med början av sången "Das Glück der Freundschaft" (även kallad "Lebensglück" eller "Vita felice"), op. 88, av Ludwig van Beethoven, komponerad 1803. 